# Bahkauv
 (août 2023).
La mise en forme du texte ne suit pas les recommandations de Wikipédia : il faut le « wikifier ».
Les points d'amélioration suivants sont les cas les plus fréquents. Le détail des points à revoir est peut-être précisé sur la page de discussion.
- Les titres sont pré-formatés par le logiciel. Ils ne sont ni en capitales, ni en gras.
- Le texte ne doit pas être écrit en capitales (les noms de famille non plus), ni en gras, ni en italique, ni en « petit »…
- Le gras n'est utilisé que pour surligner le titre de l'article dans l'introduction, une seule fois.
- L'italique est rarement utilisé : mots en langue étrangère, titres d'œuvres, noms de bateaux, etc.
- Les citations ne sont pas en italique mais en corps de texte normal. Elles sont entourées par des guillemets français : « et ».
- Les listes à puces sont à éviter, des paragraphes rédigés étant largement préférés. Les tableaux sont à réserver à la présentation de données structurées (résultats, etc.).
- Les appels de note de bas de page (petits chiffres en exposant, introduits par l'outil «  Source ») sont à placer entre la fin de phrase et le point final[comme ça].
- Les liens internes (vers d'autres articles de Wikipédia) sont à choisir avec parcimonie. Créez des liens vers des articles approfondissant le sujet. Les termes génériques sans rapport avec le sujet sont à éviter, ainsi que les répétitions de liens vers un même terme.
- Les liens externes sont à placer uniquement dans une section « Liens externes », à la fin de l'article. Ces liens sont à choisir avec parcimonie suivant les règles définies. Si un lien sert de source à l'article, son insertion dans le texte est à faire par les notes de bas de page.
- La présentation des références doit suivre les conventions bibliographiques. Il est recommandé d'utiliser les modèles {{Ouvrage}}, {{Chapitre}}, {{Article}}, {{Lien web}} et/ou {{Bibliographie}}. Le mode d'édition visuel peut mettre en forme automatiquement les références.
- Insérer une infobox (cadre d'informations à droite) n'est pas obligatoire pour parachever la mise en page.

Pour une aide détaillée, merci de consulter Aide:Wikification.
Si vous pensez que ces points ont été résolus, vous pouvez retirer ce bandeau et améliorer la mise en forme d'un autre article.
Le Bahkauv est un monstre mythique qui résiderait à Aix-la-Chapelle, en Allemagne,. La créature est représentée dans le folklore d'Aix-la-Chapelle et de la Rhénanie. Souvent dépeint comme un veau déformé avec des crocs, le Bahkauv était communément associé aux hommes ivres.

## Légende

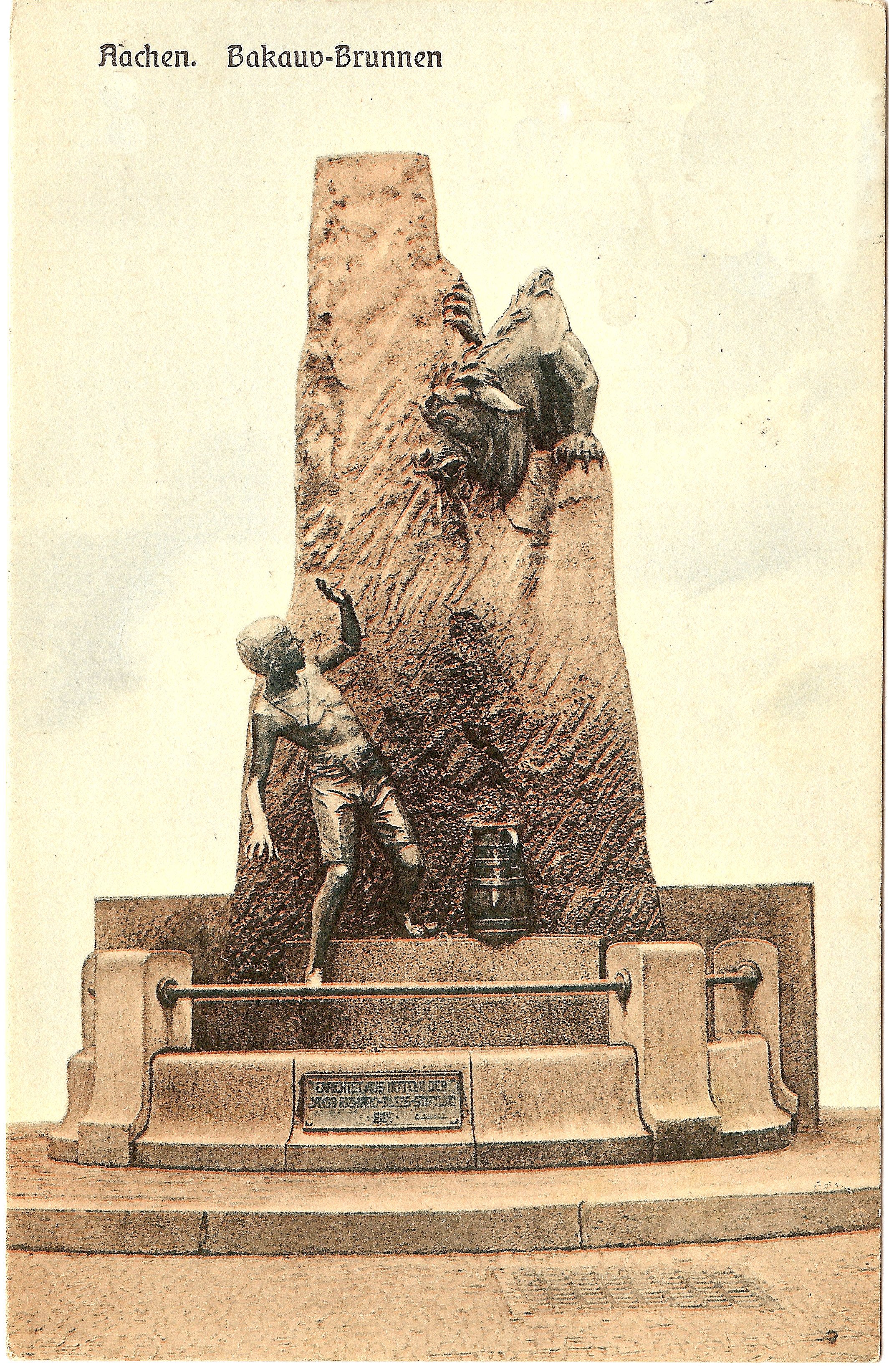
Statue du Bahkauv construite sur une fontaine à laquelle la créature était associée.

Le Bahkauv est généralement décrit comme étant semblable à un veau allongé ou déformé avec des crocs acérés. Selon la légende, la créature se cache souvent près des fontaines, des ruisseaux et des égouts. Les égouts de la ville d'Aix-la-Chapelle et les nombreuses sources thermales trouvées sous la ville ont été cités comme lieu d'habitation des Bahkauv. Selon la légende, Pépin le Bref aurait tué un Bahkauv alors que ce dernier se trouvait près d'une source. En 1902, la ville d'Aix-la-Chapelle a érigé une statue du Bahkauv sur un ancien puits qui avait été associé au monstre, qui a été fondue pour son métal pendant la Seconde Guerre mondiale. La disparition de cette statue a ensuite incité la ville à construire une deuxième statue en 1967, qui persiste jusqu'à nos jours.
Le Bahkauv est associé au harcèlement des hommes ivres. D'après la légende, la créature tendrait une embuscade aux hommes en état d'ébriété la nuit et s'accrocherait à leurs épaules, les forçant à la transporter avant de les attaquer,.